# Список десантників — кавалерів Лицарського хреста Залізного хреста
Список десантників — кавалерів Лицарського хреста Залізного хреста — містить прізвища німецьких військовослужбовців Повітрянодесантних військ Третього Рейху, які в роки Другої світової війни були удостоєні найвищої військової нагороди Третього Рейху — Лицарського хреста Залізного хреста та його вищими ступенями. Загалом було відзначено 132 офіцери, унтерофіцери, фельдфебелі та солдати цієї нагороди. Список впорядкований за категоріями, починаючи з одного кавалера найвищої відзнаки Лицарського хреста Залізного хреста з дубовим листям, мечами та діамантами. Далі визначені сім кавалерів-десантників, що були нагороджені Лицарським хрестом Залізного хреста з дубовим листям та мечами й 22 кавалери Лицарського хреста Залізного хреста з дубовим листям.
Серед десантників, удостоєних вищої військової нагороди нацистської Німеччини:
- 1 — за бойові дії в Норвегії
- 10 — у Бельгії
- 13 — в Голландії, перша (1940) та друга (1944) кампанії війни
- 1 — в Коринфі
- 27 — на Криті
- 4 — в Північній Африці
- 40 — в Італії
- 8 — на Східному фронті
- 2 — в Арденнах
- 6 — на території Німеччини наприкінці війни

Із 133 кавалерів:
- 69 також були нагороджені Німецьким хрестом у золоті
- 6 нагороджено посмертно
- 20 кавалерів пізніше загинули під час бойових дій
- 1 був страчений після війни
- 3 особи загинули у ДТП
- 3 померли від поранень, отриманих у бою за який були удостоєні нагороди
- 1 був льотчиком
- 3 лікарями медичної галузі

Всього в 1940 році 23 десантники були удостоєні нагороди; 25 — у 1941 р.; лише 3 у 1942 р. і 4 у 1943 р.; пік у 59 кавалерів був досягнутий у 1944 році, а 18 — у 1945 році.

## Кавалери Лицарського хреста Залізного хреста з дубовим листям, мечами та діамантами (1)
| #  | Фото | Ім'я (роки життя)                 | Військове звання          | Формування               | Дата нагородження | Прим. |
| -- | ---- | --------------------------------- | ------------------------- | ------------------------ | ----------------- | ----- |
| 20 |      | Герман-Бернхард Рамке (1889—1968) | генерал парашутних військ | Командувач фортеці Брест | 19 вересня 1944   |       |

## Кавалери Лицарського хреста Залізного хреста з дубовим листям та мечами (7)
| #     | Фото | Ім'я (роки життя)                 | Військове звання          | Формування                                               | Дата нагородження | Прим.                                                                                         |
| ----- | ---- | --------------------------------- | ------------------------- | -------------------------------------------------------- | ----------------- | --------------------------------------------------------------------------------------------- |
| 55    |      | Ріхард Гайдріх (1896–1947)        | генерал-лейтенант         | командир 1-ї парашутної дивізії                          | 25 березня 1944   |                                                                                               |
| 67    |      | Людвіг Гайльман (1903–1959)       | оберст                    | командир 3-го парашутного полку                          | 15 травня 1944    |                                                                                               |
| 96    |      | Ганс Крох (1907–1967)             | оберст                    | командир 2-ї парашутної дивізії                          | 12 вересня 1944   |                                                                                               |
| 99    |      | Герман-Бернхард Рамке (1889—1968) | генерал парашутних військ | Командувач фортеці Брест                                 | 19 вересня 1944   | 19 вересня 1944 року одночасно став 20-м нагородженим Лицарським хрестом з діамантами         |
| 112   |      | Карл-Лотар Шульц (1907–1972)      | оберст                    | командир 1-ї парашутної дивізії                          | 18 листопада 1944 |                                                                                               |
| 131   |      | Еріх Вальтер (1903–1947)          | оберст                    | командир 2-ї панцергренадерської дивізії «Герман Герінг» | 1 лютого 1945     |                                                                                               |
| (155) |      | Ойген Майндль (1892–1951)         | генерал парашутних військ | командир 2-го парашутного корпусу                        | 8 травня 1945     | Присвоєння відбулося після капітуляції Німеччини, тому вважається де-юре не до кінця законним |

## Кавалери Лицарського хреста Залізного хреста з дубовим листям (22)
| #     | Фото | Ім'я (роки життя)                  | Військове звання          | Формування                                      | Дата нагородження | Прим. |
| ----- | ---- | ---------------------------------- | ------------------------- | ----------------------------------------------- | ----------------- | --- |
| 145   |      | Герман-Бернхард Рамке (1889—1968)  | генерал-майор             | командир парашутної бригади «Рамке»             | 13 листопада 1942 | 19 вересня 1944 року одночасно став 20-м нагородженим Лицарським хрестом з діамантами та 99-м кавалером Лицарського хреста Залізного хреста з мечами |
| 305   |      | Курт Штудент (1890—1978)           | генерал авіації           | командир 11-го повітряного корпусу              | 27 вересня 1943   | |
| 382   |      | Ріхард Гайдріх (1896–1947)         | генерал-лейтенант         | командир 1-ї парашутної дивізії                 | 5 лютого 1944     | 25 березня 1944 року став 55-м кавалером Лицарського хреста Залізного хреста з мечами                                                                |
| 411   |      | Еріх Вальтер (1903–1947)           | оберст                    | командир 4-го парашутного полку                 | 2 березня 1944    | 1 лютого 1945 року став 131-м кавалером Лицарського хреста Залізного хреста з мечами                                                                 |
| 412   |      | Людвіг Гайльман (1903–1959)        | оберст                    | командир 3-го парашутного полку                 | 2 березня 1944    | 15 травня 1944 року став 67-м кавалером Лицарського хреста Залізного хреста з мечами                                                                 |
| 443   |      | Ганс Крох (1907–1967)              | оберстлейтенант           | командир 2-го парашутного полку                 | 6 квітня 1944     | 12 вересня 1944 року став 96-м кавалером Лицарського хреста Залізного хреста з мечами                                                                |
| 459   |      | Карл-Лотар Шульц (1907–1972)       | оберст                    | командир 1-го парашутного полку                 | 20 квітня 1944    | 18 листопада 1944 року став 112-м кавалером Лицарського хреста Залізного хреста з мечами                                                             |
| 510   |      | Райнгард Еггер (1905–1987)         | оберстлейтенант           | командир 4-го парашутного полку                 | 24 червня 1944    | |
| 564   |      | Ойген Майндль (1892–1951)          | генерал парашутних військ | командир 2-го парашутного корпусу               | 31 серпня 1944    | 8 травня 1945 року став 155-м кавалером Лицарського хреста Залізного хреста з мечами (де-юре нагородження недійсне)                                  |
| 584   |      | Еріх Пітчонка (1906–1989)          | оберст                    | командир 7-го парашутного полку                 | 16 вересня 1944   | |
| 585   |      | Вальтер Геріке (1907–1991)         | майор                     | командир 11-го парашутного полку                | 17 вересня 1944   | |
| 586   |      | Генріх Треттнер (1907–2006)        | генерал-майор             | командир 4-ї парашутної дивізії                 | 17 вересня 1944   | |
| 617   |      | Фрідріх фон дер Гейдте (1907–1994) | оберстлейтенант           | командир 6-го парашутного полку                 | 30 вересня 1944   | |
| 654   |      | Гайнц Меєр (1916–1989)             | гауптман резерву          | командир III./15-го парашутного полку           | 18 листопада 1944 | |
| 657   |      | Герхард Шірмер (1913–2004)         | оберстлейтенант           | командир 16-го парашутного полку                | 18 листопада 1944 | |
| 662   |      | Рудольф Вітціг (1916–2001)         | майор                     | командир I./21-го парашутного інженерного полку | 25 листопада 1944 | |
| 664   |      | Рудольф Реннекке (1915–1986)       | майор                     | командир 1-го парашутного полку                 | 25 листопада 1944 | |
| 693   |      | Курт Грошке (1907–1996)            | оберстлейтенант           | командир 15-го парашутного полку                | 9 січня 1945      | |
| 780   |      | Карл-Гайнц Беккер (1914–2000)      | оберстлейтенант           | командир 5-го парашутного полку                 | 12 березня 1945   | |
| (867) |      | Герман Плохер (1901–1980)          | генерал-лейтенант         | командир 6-ї парашутної дивізії                 | 8 травня 1945     | Присвоєння відбулося після капітуляції Німеччини, тому вважається де-юре не до кінця законним                                                        |
| (868) |      | Франц Грассмель (1906–1985)        | майор                     | командир 20-го парашутного полку                | 8 травня 1945     | Присвоєння відбулося після капітуляції Німеччини, тому вважається де-юре не до кінця законним                                                        |

## Кавалери Лицарського хреста Залізного хреста (133)
| #   | Фото | Ім'я (роки життя)                          | Військове звання             | Формування                                                                                               | Дата нагородження | Прим. |
| --- | ---- | ------------------------------------------ | ---------------------------- | --- | ----------------- | --- |
| 1   |      | Герберт Абратіс (1918–1945)                | гауптман                     | командир II./1-го парашутного полку                                                                      | 24 жовтня 1944    | |
| 2   |      | Гайнц Пауль Адольфф (1914–1943)            | гауптман резерву             | командир 1-го парашутного інженерного полку                                                              | 26 березня 1944   | 17 липня 1943 року загинув у бою |
| 3   |      | Густав Альтманн (1912–1981)                | оберлейтенант                | командир штурмової групи «Сталь» штурмового загону Коха                                                  | 12 травня 1940    | |
| 4   |      | Гельмут Арпке (1917–1942)                  | фельдфебель                  | член штурмової групи «Сталь» штурмового загону Коха                                                      | 13 травня 1940    | 16 січня 1942 року загинув у бою |
| 5   |      | Йозеф Барметлер (1904–1945)                | оберлейтенант резерву        | командир 7-ї роти десантно-штурмового полку                                                              | 9 липня 1941      | 20 лютого 1945 року помер від ран |
| 6   |      | Карл-Гайнц Беккер (1914–2000)              | оберлейтенант                | командир 11-ї роти 1-го парашутного полку                                                                | 9 липня 1941      | 12 березня 1945 року став 780-м кавалером Лицарського хреста з дубовим листям |
| 9   |      | Герберт Крістоф Байєр (1913–1966)          | гауптман                     | командир I батальйону 4-го парашутного полку                                                             | 9 червня 1944     | |
| 7   |      | Еріх Байне (1914–2004)                     | гауптман                     | командир I батальйону 12-го парашутного полку                                                            | 5 вересня 1944    | |
| 13  |      | Рудольф Бемлер (1914–1968)                 | оберлейтенант                | командир I батальйону 3-го парашутного полку                                                             | 26 березня 1944   | |
| 8   |      | Карл Бергер (1919–2001)                    | лейтенант резерву            | командир 10-ї роти 15-го парашутного полку                                                               | 7 лютого 1945     | |
| 10  |      | Ернст Блауенштайнер (1911–1995)            | оберстлейтенант              | начальник штабу II парашутного корпусу                                                                   | 29 жовтня 1944    | |
| 11  |      | Вольфганг Граф фон Блюхер (1917–1941)      | лейтенант                    | командир взводу 2-ї роти 1-го парашутного полку                                                          | 24 травня 1940    | 21 травня 1941 року загинув у бою |
| 12  |      | Рудольф Болейн (1917–1945)                 | оберлейтенант                | командир 2-ї роти 4-го парашутного полку                                                                 | 30 листопада 1944 | 19 квітня 1945 року загинув у бою |
| 14  |      | Бруно Броєр (1893–1947)                    | оберст                       | командир 1-го парашутного полку                                                                          | 24 травня 1940    | |
| 15  |      | Манфред Бюттнер (1921–1992)                | фанен-юнкер-фельдфебель      | командир 2-ї роти 26-го парашутного полку                                                                | 29 квітня 1945    | |
| 121 |      | Курт Вет (1907–1994)                       | гауптман                     | командир II батальйону 3-го парашутного полку                                                            | 30 вересня 1944   | |
| 122 |      | Віктор Віталі (1920–2012)                  | лейтенант                    | командир взводу 5-ї роти 4-го парашутного полку                                                          | 30 квітня 1945    | |
| 123 |      | Гельмут Вагнер (1915–1944)                 | лейтенант                    | командир взводу 6-ї роти 1-го парашутного полку                                                          | 24 січня 1942     | |
| 124 |      | Еріх Вальтер (1903–1947)                   | майор                        | командир I батальйону 1-го парашутного полку                                                             | 24 травня 1940    | 1 лютого 1945 року став 131-м кавалером Лицарського хреста Залізного хреста з мечами; 2 березня 1944 року став 411-м кавалером Лицарського хреста з дубовим листям                                                                    |
| 125 |      | Фрідріх Вільгельм Вангерін (1915–2002)     | гауптман                     | командир III батальйону 16-го парашутного полку «Ост»                                                    | 24 жовтня 1944    | |
| 126 |      | Ганс-Йоахім Век (1920–2007)                | лейтенант                    | командир 3-ї роти 4-ї парашутного полку                                                                  | 30 квітня 1945    | Офіційних доказів нагородження в Німецькому федеральному архіві немає. Нагороду незаконно вручив командир I парашутного корпусу генерал парашутних військ Ріхард Гайдріх                                                              |
| 127 |      | Генріх Вельскоп (1916–1981)                | оберфельдфебель              | командир взводу 11-ї роти 3-го парашутного полку                                                         | 21 серпня 1941    | |
| 128 |      | Вальтер Вернер (1917–1997)                 | фельдфебель                  | командир групи 1-ї роти 1-го інженерного парашутного полку                                               | 9 червня 1944     | |
| 129 |      | Карл-Гайнц Віттіг (1918–1984)              | фельдфебель                  | ТВО командира 11-ї роти 1-го парашутного полку                                                           | 5 лютого 1944     | |
| 130 |      | Рудольф Вітціг (1916–2001)                 | оберлейтенант                | командир штурмової групи «Граніт» штурмового загону Коха                                                 | 10 травня 1940    | 25 листопада 1944 року став 662-м кавалером Лицарського хреста з дубовим листям |
| 17  |      | Єгон Деліка (1915–1999)                    | лейтенант                    | заступник командира штурмової групи «Граніт» штурмового загону Коха                                      | 12 травня 1940    | |
| 18  |      | Рудольф Донт (1920–2001)                   | фельдфебель                  | командир 6-ї роти 4-го парашутного полку                                                                 | 14 січня 1945     | |
| 22  |      | Вернер Евальд (1914–1993)                  | майор                        | командир II батальйону 2-го парашутного полку                                                            | 12 вересня 1944   | |
| 19  |      | Райнгард Еггер (1905–1987)                 | оберлейтенант                | командир 10-ї роти 1-го парашутного полку                                                                | 9 липня 1941      | 24 червня 1944 року став 510-м кавалером Лицарського хреста з дубовим листям |
| 20  |      | Йоганн Енгельгардт (1916–2001)             | оберлейтенант                | командир 8-ї роти 6-го парашутного полку                                                                 | 29 лютого 1944    | |
| 21  |      | Вольфганг Ердманн (1898–1946)              | генерал-лейтенант            | командир 7-ї парашутної дивізії                                                                          | 8 лютого 1945     | |
| 27  |      | Роберт Гаст (1920–2011)                    | лейтенант                    | командир 9-ї роти 7-го парашутного полку                                                                 | 6 жовтня 1944     | |
| 28  |      | Альфред Генц (1916–2000)                   | оберлейтенант                | командир 1-ї роти десантно-штурмового полку                                                              | 14 червня 1941    | |
| 29  |      | Вальтер Геріке (1907–1991)                 | гауптман                     | командир IV батальйону десантно-штурмового полку                                                         | 14 червня 1941    | 17 вересня 1944 року став 585-м кавалером Лицарського хреста з дубовим листям |
| 30  |      | Ернст Гермер (1917–1990)                   | фанен-юнкер-фельдфебель      | командир велосипедного взводу штабної роти 1-го парашутного полку                                        | 29 жовтня 1944    | |
| 31  |      | Зігфрид Герстнер (1916–2013)               | майор                        | командир II батальйону 7-го парашутного полку                                                            | 13 вересня 1944   | |
| 32  |      | Гельмут Герц (1911–1979)                   | фельдфебель                  | командир взводу 3-ї роти 1-го парашутного полку                                                          | 24 травня 1940    | |
| 33  |      | Франц Грассмель (1906–1985)                | майор                        | командир III батальйону 4-го парашутного полку                                                           | 8 квітня 1944     | 8 травня 1945 року став 868-м кавалером Лицарського хреста з дубовим листям, але присвоєння відбулося після капітуляції Німеччини, тому вважається де-юре не до кінця законним                                                        |
| 34  |      | Курт Грошке (1907–1996)                    | майор                        | командир II батальйону 1-го парашутного полку                                                            | 9 червня 1944     | 9 січня 1945 року став 693-м кавалером Лицарського хреста з дубовим листям |
| 35  |      | Андреас Гагль (1911–1944)                  | оберлейтенант                | командир взводу 2-ї роти 3-го парашутного полку                                                          | 9 липня 1944      | 28 липня 1944 року загинув у бою |
| 36  |      | Райно Гамер (1916–1992)                    | гауптман                     | командир I батальйону 7-го парашутного полку                                                             | 5 вересня 1944    | |
| 37  |      | Фрідріх Гаубер (1916–1944)                 | гауптман                     | командир II батальйону 12-го парашутного полку                                                           | 5 вересня 1944    | 4 жовтня 1944 року загинув у бою |
| 38  |      | Ріхард Гайдріх (1896–1947)                 | оберст                       | командир 3-го парашутного полку                                                                          | 14 червня 1941    | 5 лютого 1944 року став 382-м кавалером Лицарського хреста з дубовим листям; 25 березня 1944 року став 55-м кавалером Лицарського хреста Залізного хреста з мечами                                                                    |
| 39  |      | Людвіг Гайльман (1903–1959)                | майор                        | командир III батальйону 3-го парашутного полку                                                           | 14 червня 1941    | 2 березня 1944 року став 412-м кавалером Лицарського хреста з дубовим листям; 15 травня 1944 року став 67-м кавалером Лицарського хреста Залізного хреста з мечами                                                                    |
| 40  |      | Ерік Гельманн (1916–1998)                  | оберфельдфебель              | командир 1-ї роти 3-го парашутного полку                                                                 | 6 жовтня 1944     | |
| 41  |      | Гаррі Геррманн (1909–1995)                 | оберлейтенант                | командир 5-ї роти 1-го парашутного полку                                                                 | 9 липня 1944      | |
| 42  |      | Макс Герцбах (1914–2002)                   | гауптман                     | командир 7-ї роти 7-го парашутного полку                                                                 | 13 вересня 1944   | |
| 43  |      | Фрідріх фон дер Гейдте (1907–1994)         | гауптман                     | командир I батальйону 3-го парашутного полку                                                             | 13 вересня 1944   | 30 вересня 1944 року став 617-м кавалером Лицарського хреста з дубовим листям |
| 44  |      | Йоганнес-Маттіас Геншайд (1922–2001)       | оберфельдфебель              | військовий кореспондент повітрянодесантних військ Третього Рейху                                         | 12 березня 1945   | Єдиний військовий кореспондент-кавалер Лицарського хреста Залізного хреста |
| 45  |      | Едуард Гюбнер (1914–1996)                  | гауптман                     | командир штурмового батальйону 1-ї парашутної армії                                                      | 17 березня 1945   | |
| 46  |      | Георг-Руперт Якоб (1915–1981)              | оберлейтенант                | командир 1-ї роти 7-го парашутного полку                                                                 | 13 вересня 1944   | |
| 47  |      | Рольф Карл Єгер (1912–1984)                | оберарц                      | старший лікар штурмової групи «Бетон» штурмового загону Коха                                             | 13 травня 1940    | |
| 48  |      | Зігфрид Ямровскі (1917–2012)               | оберлейтенант                | командир 6-ї роти 3-го парашутного полку                                                                 | 9 червня 1944     | |
| 49  |      | Вільгельм Кемпке (1920–1944)               | фельдфебель                  | командир групи 1-ї роти десантно-штурмового полку 7-ї повітряної дивізії                                 | 21 серпня 1941    | |
| 50  |      | Горст Керфін (1913–1943)                   | оберлейтенант                | командир 11-ї роти 1-ї парашутного полку                                                                 | 24 травня 1940    | 23 січня 1943 року загинув у бою |
| 51  |      | Гельмут Керутт (1916–2000)                 | майор                        | командир парашутно-десантного батальйону «Керутт»                                                        | 2 лютого 1945     | |
| 52  |      | Карл Кох (1920–1944)                       | оберфельдфебель              | командир взводу III парашутного батальйону 15-го парашутного полку                                       | 24 жовтня 1944    | 29 липня 1943 року загинув у бою |
| 53  |      | Вальтер Кох (1910–1943)                    | гауптман                     | командир десантно-штурмового загону «Кох»                                                                | 10 травня 1940    | |
| 54  |      | Віллі Кох (1916–1996)                      | оберфельдфебель              | командир взводу 3ї роти 1-го парашутного полку                                                           | 9 червня 1944     | |
| 55  |      | Рудольф Крацерт (1898–1996)                | гауптман                     | командир III парашутного батальйону 3-го парашутного полку                                               | 9 червня 1944     | |
| 56  |      | Гайнц Крінк (1919–1975)                    | лейтенант                    | ад'ютант II парашутного батальйону 3-го парашутного полку                                                | 9 червня 1944     | |
| 57  |      | Ганс Крох (1907–1967)                      | майор                        | командир I парашутного батальйону 2-го парашутного полку                                                 | 21 серпня 1941    | 12 вересня 1944 року став 443-м кавалером Лицарського хреста з дубовим листям; 6 квітня 1944 року став 96-м кавалером Лицарського хреста Залізного хреста з мечами                                                                    |
| 58  |      | Мартін Кюне (1918–2003)                    | гауптман                     | командир I парашутного батальйону 2-го парашутного полку                                                 | 29 лютого 1944    | |
| 59  |      | Курт-Ернст Кюнкель (1923–2012)             | лейтенант                    | командир 2-ї роти 4-ї парашутного полку                                                                  | 30 квітня 1945    | Офіційних доказів нагородження в Німецькому федеральному архіві немає. Нагороду незаконно вручив командир I парашутного корпусу генерал парашутних військ Ріхард Гайдріх                                                              |
| 60  |      | Рудольф Курц (1916–1979)                   | оберфенрих                   | командир 2-ї роти 12-го парашутного полку                                                                | 18 листопада 1944 | |
| 61  |      | Карл Лангемеєр (1907–1982)                 | штабсарц (штабний хірург)    | командир медико-санітарного десантного загону                                                            | 18 листопада 1944 | |
| 16  |      | Георг Лекультр (1921–2009)                 | лейтенант                    | командир 10-ї роти 6-го парашутного полку                                                                | 7 лютого 1945     | |
| 62  |      | Еріх Лепковські (1919–1975)                | лейтенант                    | командир 5-ї роти 2-го парашутного полку                                                                 | 8 серпня 1944     | |
| 63  |      | Вальтер Лібінг (1912–1998)                 | майор                        | командир 23-го парашутного полку                                                                         | 2 лютого 1945     | |
| 64  |      | Рольф Магер (1917–1945)                    | гауптман                     | командир II парашутного батальйону 6-го парашутного полку                                                | 31 жовтня 1944    | 1 січня 1945 року загинув у бою |
| 65  |      | Ганс Маршолек (1917–2004)                  | оберлейтенант                | командир зенітної батареї 5-го зенітного десантного дивізіону                                            | 31 жовтня 1944    | |
| 66  |      | Ойген Майндль (1892–1951)                  | генерал-майор                | командир десантно-штурмового полку                                                                       | 14 червня 1941    | 31 серпня 1944 року став 564-м кавалером Лицарського хреста з дубовим листям; 8 травня 1945 року став 155-м кавалером Лицарського хреста Залізного хреста з мечами (де-юре нагородження недійсне)                                     |
| 67  |      | Йоахім Майснер (1911–1944)                 | лейтенант резерву            | заступник командира штурмової групи «Залізо» штурмового загону Коха                                      | 12 травня 1940    | |
| 68  |      | Отто Менгес (1917–1944)                    | оберфельдфебель              | командир взводу 6-ї роти 1-го парашутного полку                                                          | 9 червня 1944     | |
| 69  |      | Герхард Мертінс (1919–1993)                | гауптман резерву             | командир 5-го парашутного саперного батальйону                                                           | 6 грудня 1944     | |
| 70  |      | Гайнц Меєр (1916–1989)                     | гауптман резерву             | командир 8-ї роти 4-го парашутного полку                                                                 | 8 квітня 1944     | 18 листопада 1944 року став 654-м кавалером Лицарського хреста з дубовим листям |
| 71  |      | Вернер Мільх (1903–1984)                   | гауптман резерву             | командир навчально-експериментального гранатометного парашутного батальйону                              | 9 січня 1945      | |
| 72  |      | Герд Мішке (1920–1992)                     | лейтенант                    | командир взводу 2-ї роти парашутного кулеметного батальйону                                              | 18 травня 1943    | |
| 73  |      | Карл Найгофф (1915–2001)                   | оберфельдфебель              | командир штурмової групи 6-ї роти 3-го парашутного полку                                                 | 9 червня 1944     | |
| 74  |      | Генріх Нойманн (1908–2005)                 | оберштабсарц доктор медицини | військовий лікар десантно-штурмового полку                                                               | 21 серпня 1941    | |
| 75  |      | Генріх Орт (1916–1942)                     | оберфельдфебель              | командир взводу 4-ї роти десантно-штурмового полку                                                       | 18 березня 1942   | 10 березня 1942 року загинув у бою |
| 76  |      | Гергард Паде (1912–1983)                   | майор                        | командир I батальйону 4-ї парашутного полку                                                              | 30 квітня 1945    | Офіційних доказів нагородження в Німецькому федеральному архіві немає. Нагороду незаконно вручив командир I парашутного корпусу генерал парашутних військ Ріхард Гайдріх                                                              |
| 77  |      | Гуго Пауль (1912–1983)                     | гауптман                     | командир парашутно-десантного батальйону «Пауль»                                                         | 18 листопада 1944 | |
| 78  |      | Герберт Пейш (1926–1944)                   | єфрейтор                     | гранатометник 7-ї роти 6-го парашутного полку                                                            | 29 жовтня 1944    | 30 липня 1944 року помер від поранень у бою |
| 79  |      | Еріх Пітчонка (1906–1989)                  | оберстлейтенант              | командир 7-го парашутного полку                                                                          | 5 вересня 1944    | 16 вересня 1944 року став 584-м кавалером Лицарського хреста з дубовим листям |
| 80  |      | Фріц Прагер (1905–1940)                    | гауптман                     | командир II батальйону 1-го парашутного полку                                                            | 24 травня 1940    | 3 грудня 1940 року помер від раку |
| 81  |      | Герман-Бернхард Рамке (1889—1968)          | оберст                       | командир десантно-штурмового полку                                                                       | 21 серпня 1941    | 13 листопада 1942 року став 145-м кавалером Лицарського хреста з дубовим листям. 19 вересня 1944 року одночасно став 20-м нагородженим Лицарським хрестом з діамантами та 99-м кавалером Лицарського хреста Залізного хреста з мечами |
| 82  |      | Зігфрид Раммельт (1914–1944)               | лейтенант                    | командир взводу штабної роти 3-го парашутного полку                                                      | 9 червня 1944     | 21 березня 1944 року загинув у бою |
| 83  |      | Ернст-Вільгельм Рапрагер (1918–2008)       | оберлейтенант                | командир бойової групи полку Люфтваффе «Барентін»                                                        | 10 травня 1943    | |
| 84  |      | Адольф Райнінгаус (1915–1996)              | оберфельдфебель              | командир взводу 14-ї роти 7-го парашутного полку                                                         | 13 вересня 1944   | |
| 85  |      | Пауль-Ернст Реніш (1917–1998)              | гауптман                     | командир III батальйону 1-го парашутного полку                                                           | 31 жовтня 1944    | |
| 86  |      | Рудольф Реннекке (1915–1986)               | майор                        | командир II батальйону 3-го парашутного полку                                                            | 9 червня 1944     | 25 листопада 1944 року став 664-м кавалером Лицарського хреста з дубовим листям |
| 87  |      | Гельмут Рінглер (1915–1962)                | лейтенант                    | командир взводу важких кулеметів штурмової групи «Сталь» штурмового загону Коха                          | 15 травня 1940    | |
| 88  |      | Арнольд фон Рон (1914–1990)                | оберлейтенант                | командир 3-ї роти 2-го парашутного полку                                                                 | 9 липня 1941      | |
| 89  |      | Вальтер Зандер (1914–1981)                 | лейтенант резерву            | командир 1-ї роти 5-го інженерного парашутного батальйону 5-ї парашутної дивізії                         | 28 лютого 1945    | |
| 90  |      | Бруно Зассен (1918–2006)                   | фельдфебель                  | командир взводу 10-ї роти 3-го парашутно-десантного полку 7-ї парашутної дивізії                         | 22 лютого 1942    | |
| 91  |      | Гергард Шахт (1916–1972)                   | лейтенант                    | командир штурмової групи «Бетон» штурмового загону Коха                                                  | 12 травня 1940    | |
| 92  |      | Мартін Шахтер (1915–2007)                  | лейтенант                    | командир штурмової групи «Залізо» штурмового загону Коха                                                 | 12 травня 1940    | |
| 93  |      | Ріхард Шімпф (1897–1972)                   | генерал-лейтенант            | командир 3-ї парашутної дивізії                                                                          | 6 жовтня 1944     | |
| 94  |      | Горст Шімпке (1897–1972)                   | лейтенант                    | командир взводу 1-ї батареї 1-го парашутного протитанкового дивізіону                                    | 5 вересня 1944    | |
| 95  |      | Герхард Шірмер (1913–2004)                 | гауптман                     | командир II батальйону 2-го парашутного полку                                                            | 14 червня 1941    | 18 листопада 1944 року став 657-м кавалером Лицарського хреста з дубовим листям |
| 96  |      | Альфред Шлемм (1894–1986)                  | генерал парашутних військ    | командир I парашутного корпусу                                                                           | 11 червня 1944    | |
| 97  |      | Герберт Шмідт (1912–1944)                  | оберлейтенант                | командир 1-ї роти 1-го парашутно-десантного полку                                                        | 24 травня 1940    | |
| 98  |      | Леонард Шмідт (1916–2006)                  | гауптман                     | командир II батальйону 4-го парашутного полку                                                            | 30 квітня 1945    | Офіційних доказів нагородження в Німецькому федеральному архіві немає. Нагороду незаконно вручив командир I парашутного корпусу генерал парашутних військ Ріхард Гайдріх                                                              |
| 99  |      | Вернер Герберт Шмідт (1906–1970)           | майор                        | командир I парашутного кулеметного батальйону                                                            | 5 квітня 1944     | |
| 100 |      | Вольф-Вернер фон дер Шуленбург (1899–1944) | майор                        | командир I батальйону 1-го парашутного полку                                                             | 20 червня 1943    | |
| 101 |      | Карл-Лотар Шульц (1907–1972)               | гауптман                     | командир III батальйону 1-го парашутного полку                                                           | 24 травня 1940    | 20 квітня 1944 року став 459-м кавалером Лицарського хреста з дубовим листям; 18 листопада 1944 року став 112-м кавалером Лицарського хреста Залізного хреста з мечами                                                                |
| 102 |      | Еріх Шустер (1919–1943)                    | фельдфебель                  | командир штурмової групи 3-ї роти десантно-штурмового полку                                              | 21 серпня 1941    | |
| 103 |      | Альфред Шварцманн (1912–2000)              | оберлейтенант                | командир взводу 8-ї роти 1-го парашутного полку                                                          | 24 травня 1940    | |
| 104 |      | Гюнтер Земперт (1918–2009)                 | гауптман                     | командир 5-ї батареї 1-го парашутного протитанкового дивізіону                                           | 30 вересня 1944   | |
| 105 |      | Губерт Шнерс (1915–1999)                   | лейтенант                    | командир 9-ї роти 15-го парашутного полку                                                                | 24 жовтня 1944    | |
| 106 |      | Альберт Штекен (1915–2011)                 | майор Генерального штабу     | начальник оперативного відділу 8-ї парашутної дивізії                                                    | 28 квітня 1945    | |
| 107 |      | Едгар Штенцлер (1905–1941)                 | майор                        | командир II батальйону десантно-штурмового полку                                                         | 9 липня 1941      | |
| 108 |      | Курт Штефані (1904–1944)                   | майор резерву                | командир 9-го парашутного полку                                                                          | 30 вересня 1944   | 20 серпня 1944 року помер від поранень |
| 109 |      | Гюнтер Штрелер-Поль (1917–1980)            | гауптман                     | командир II батальйону 3-го парашутного полку                                                            | 10 травня 1943    | |
| 110 |      | Курт Штудент (1890—1978)                   | генерал-лейтенант            | командир 7-ї повітряної дивізії                                                                          | 12 травня 1940    | 27 вересня 1943 року став 305-м кавалером Лицарського хреста з дубовим листям |
| 111 |      | Альфред Штурм (1888—1962)                  | оберст                       | командир 2-го парашутного полку                                                                          | 9 липня 1941      | |
| 112 |      | Курт Штефан Таннер (1910—1980)             | гауптман                     | командир III батальйону 2-го парашутного полку                                                           | 5 квітня 1944     | |
| 113 |      | Ганс Тойзен (1917—2011)                    | лейтенант                    | командир взводу 6-ї роти 2-го парашутного полку                                                          | 14 червня 1941    | |
| 114 |      | Корд Тітьєн (1914—2005)                    | лейтенант                    | командир взводу 7-ї роти 1-го парашутного полку                                                          | 24 травня 1940    | |
| 115 |      | Еріх Тімм (1913—1997)                      | майор                        | командир 12-го парашутного полку                                                                         | 3 жовтня 1944     | |
| 116 |      | Рудольф Тошка (1911—1944)                  | оберлейтенант                | командир взводу 1-ї роти I батальйону 1-го десантно-штурмового полку                                     | 14 червня 1941    | |
| 117 |      | Горст Требес (1916—1944)                   | оберлейтенант                | командир бойової групи III батальйону 1-го десантно-штурмового полку                                     | 9 липня 1941      | |
| 118 |      | Генріх Треттнер (1907–2006)                | майор Генерального штабу     | начальник оперативного відділу 7-ї повітряної дивізії                                                    | 24 травня 1940    | 17 вересня 1944 року став 586-м кавалером Лицарського хреста з дубовим листям |
| 119 |      | Герберт Троц (1915–1980)                   | гауптман                     | командир фортечного батальйону «Троц» у фортеці Бреслау (командир II батальйону 26-го парашутного полку) | 30 квітня 1945    | |
| 120 |      | Александер Уліг (1919–2008)                | оберфельдфебель резерву      | командир взводу 16-ї роти 6-го парашутного полку                                                         | 29 жовтня 1944    | |
| 23  |      | Фердинанд Фолтін (1916–2007)               | гауптман                     | командир II батальйону 3-го парашутного полку                                                            | 9 червня 1944     | |
| 25  |      | Ернст Фреммінг (1911–1959)                 | майор                        | командир 1-го саперного парашутного батальйону                                                           | 18 листопада 1944 | |
| 24  |      | Герберт Фріс (1925–2014)                   | єфрейтор                     | командир гармати 2-ї батареї 1-го протитанкового дивізіону                                               | 5 вересня 1944    | |
| 26  |      | Вільгельм Фулда (1909–1977)                | лейтенант                    | командир взводу 6-ї роти 2-го парашутного полку                                                          | 14 червня 1941    | |
| 131 |      | Гільмар Цан (1919–2008)                    | оберлейтенант                | командир 5-ї роти 1-го парашутного полку                                                                 | 9 червня 1944     | |
| 132 |      | Отто Цірах (1907–1976)                     | оберлейтенант                | пілот десантного планера штурмової групи «Граніт» штурмового загону Коха                                 | 15 травня 1940    | |